# Csanádi-puszták
A Körös-Maros Nemzeti Park egyik részterületét alkotják a Csanádi-puszták. Valójában ez a törzsterület 3 további részből tevődik össze: a Kopáncsi-pusztából, a Montág-pusztából és a Királyhegyesi-pusztából. Ennek az 1989-ben védetté nyilvánított 4057 hektáros területnek a nagy része a holocén bükkfázisának szikeseivel folytonos kapcsolatban álló, ún. elsődleges, ősi szikes. Ez azért alakulhatott így ki, mert a 19. század második felében végrehajtott vízszabályozási munkálatok nem változtatták meg lényegesen az időszakosan vízzel borított területek nagyságát.

## Montág-puszta
A természetvédelmi szempontból legjelentősebb a középső terület, a Montág-puszta. Ez egyike Magyarország 22 kiemelten védett vizes élőhelyének (ramszari terület). A puszta nyugati oldalát egy nagy kiterjedésű időszakos mocsár, a Nagy-Zsombék foglalja el. Csapadékos években ezt egy métert meghaladó víz is boríthatja. A víz hatására fehér tippanosok (Agrostetum albae), zsiókások, tavikákások, és a mélyebb vizeken gyékényesek , nádasok alakulnak ki. Aszályos  években az ecsetpázsitosok, füves szikespuszták csenkeszesei a jellemzőek. Különleges védett növényei a Nagy-Zsombéknak a kisfészkű aszat és az egyvirágú here.
A Nagy-Zsombék mocsári elöntéseiben csapadékos években, nagy telepekben költ a fattyú- és a fehérszárnyú szerkő. A puszta szélén álló facsoportokban egy gémtelep éli életét. Nagy létszámú bakcsó állomány mellett szürke gém, kis kócsag, üstökösgém és kanalasgém is költ.

## Kopáncsi-puszta
A terület északi részén terül el a Kopáncsi-puszta. Ez a legszárazabb és ennek megfelelően a legszikesebb puszta. Legjelentősebb botanikai értéke a több százezres tőszámú, védett őszi csillagvirág, ez Magyarországon egyedül a Dél-Tiszántúlon fordul elő.
Itt fészkel a térség egyetlen túzokállománya és kedvelt területe ez a különböző ragadozómadárfajoknak is. Nyárvégi, kora őszi időszakban rendszeresen találkozhatunk kígyász- és pusztai ölyvekkel, békászó sasokkal, hamvas és fakó rétihéjákkal.

## Királyhegyesi-puszta
A legdélebbi terület a Királyhegyesi-puszta, ennek a legváltozatosabb a domborzataa és változatosak a terület talajtípusai is. Itt maradtak fenn a legnagyobb területen a szikesek közé ékelődő löszpusztagyepek. Ennek következtében sokszínű növényvilággal rendelkezik. A vakszikek jellegzetes sótűrő növényfaja a magyar bárányparéj és az ősi szikeseket jelző, védett sziki varjúháj. Az iszapos részeken a magyar kígyófark és a vékony útifű alkotta növénytársulást is megtalálhatjuk. A puszta közepén elhelyezkedő értékes mocsár a Liliomos. Ezt nádas, gyékényes, tavi kákás foltok, valamint a szélén mocsári sásos növénytársulások jellemzik.
A Királyhegyesi-puszta és a Nagy-Zsombék nem látogatható. A Nagy-Zsombék látványos vízivilága a Tótkomlós és Makó közötti út mentén a megyehatáron álló madármegfigyelőtoronyból figyelhető meg.